# Kanton Châteldon
Der Kanton Châteldon war von 1790 bis 2015 ein französischer Wahlkreis im Arrondissement Thiers im Département Puy-de-Dôme in der Region Auvergne-Rhône-Alpes.

## Geschichte
Der Kanton wurde am 4. März 1790 im Zuge der Einrichtung der Départements als Teil des damaligen "Distrikts Thiers" gegründet. Mit der Gründung der Arrondissements am 17. Februar 1800 wurde der Kanton als Teil des damaligen Arrondissements Thiers neu zugeschnitten.
Siehe auch: Geschichte Département Puy-de-Dôme und Geschichte Arrondissement Thiers

## Geografie
Der Kanton grenzte im Norden und Nordwesten an die Kantone Cusset-Sud und Le Mayet-de-Montagne im Arrondissement Vichy im Département Allier, im Osten an den Kanton Saint-Rémy-sur-Durolle, im Süden an den Kanton Thiers, im Südwesten an den Kanton Lezoux, im Westen an den Kanton Maringues und im Nordwesten an den Kanton Randan im Arrondissement Riom.

## Gemeinden
Der Kanton bestand aus sechs Gemeinden:
| Gemeinde      | Einwohner Jahr | Fläche km² | Bevölkerungsdichte | Code INSEE | Postleitzahl |
| ------------- | -------------- | ---------- | ------------------ | ---------- | ------------ |
| Châteldon     | 779 (2013)     | 28,43      | 27 Einw./km²       | 63102      | 63290        |
| Lachaux       | 298 (2013)     | 22,27      | 13 Einw./km²       | 63184      | 63290        |
| Noalhat       | 246 (2013)     | 5,13       | 48 Einw./km²       | 63253      | 63290        |
| Paslières     | 1.567 (2013)   | 27,77      | 56 Einw./km²       | 63271      | 63290        |
| Puy-Guillaume | 2.633 (2013)   | 25,02      | 105 Einw./km²      | 63291      | 63290        |
| Ris           | 782 (2013)     | 15,76      | 50 Einw./km²       | 63301      | 63290        |